# Andrew Strominger
Andrew Strominger (Cambridge, 30 luglio 1955) è un fisico statunitense che si occupa di teoria delle stringhe.

## Biografia
Ha ottenuto un B.A. ad Harvard nel 1977 ed un Ph.D. al MIT nel 1982, sotto la supervisione di Roman Jackiw.
Attualmente è professore di fisica teorica all'Università di Harvard, e direttore del "Center for the Fundamental Laws of Nature" dell'università. 
Tra i suoi contributi alla fisica si possono citare:
- spiegazione dell'origine dell'entropia dei buchi neri tramite la teoria delle stringhe (con Cumrun Vafa); questa entropia era stata calcolata precedentemente per via termodinamica da Stephen Hawking e Jacob Bekenstein ("Hawking-Bekenstein entropy");

- un articolo con Philip Candelas, Gary Horowitz e Edward Witten negli anni '80 sull'importanza delle varietà di Calabi-Yau per ottenere il Modello standard per mezzo della teoria delle stringhe;

- vari articoli sulla "corrispondenza ds/CFT" (una variante della corrispondenza AdS/CFT)

- formulazione della « OM-theory » (Open Membranes Theory, teoria delle membrane aperte), con Shiraz Minwalla e Nathan Seiberg;

- teoria dei solitoni non commutativi (con Shiraz Minwalla e Rajesh Gopakumar);

- ipotesi dei buchi neri privi di massa sotto forma di D-brane, che regolano la fisica di un conifold permettendo le variazioni topologiche;[1]

- interpretazione della simmetria a specchio omologica (Homological mirror symmetry) come caso particolare della T-dualità (con Eric Zaslow e Shing-Tung Yau);

- comportamento puramente cubico (purely cubic action) per la teoria delle stringhe;

- superstringhe con torsione.

## Premi e riconoscimenti
In agosto 2014 ha ricevuto il Premio e medaglia Paul Dirac, assegnato dal Centro internazionale di fisica teorica di Trieste.